# لوروا كيلي
لوروا كيلي (بالإنجليزية: Leroy Kelly)‏ (و. 1942 – م) هو لاعب كرة قدم أمريكية، من الولايات المتحدة الأمريكية، ولد في فيلادلفيا، بنسيلفانيا.

## روابط خارجية
- لوروا كيلي على موقع مرجع كرة القدم المحترفة.كوم (الإنجليزية)